# 西村みえこ
西村 みえこ（にしむら みえこ、1988年4月6日 - ）は、青森県出身のファッションモデル。特技はクラシックバレエ。旧芸名は、千葉 美瑛子。

## TVCM・PV
- アテックス「ルルド マッサージクッション」（CM）
- 日産「ノート」（CM）
- マクドナルド「シャカシャカポテト」（CM）
- フォーシス アンド カンパニー（CM）
- i-dep「Hey feat. Ryutaro Makino」（PV）[1]
- ユニバーサル・スタジオ・ジャパン「ハリウッド・ドリーム・ザ・ライド」（CM）

## スチール広告
- ニッセン（カタログ）
- セシール（カタログ）
- ジョイフル（カタログ）
- 京都きもの友禅（カタログ）

## 雑誌
- 「non-no」（集英社）
- 「CANDy」
- 「ビーズアップ・プラス」（スタンダードマガジン）

## ショー
- 「ガールズアワード」2011 A/W